# Hana Entlerová
Hana Entlerová, též Hana Pokorná-Entlerová (* 28. dubna 1953 Třebíč), je česká pedagožka, bývalá politička, členka předsednictva a tajemnice ÚV SSM, po sametové revoluci československá poslankyně Sněmovny lidu Federálního shromáždění za KSČM.

## Biografie
Státní bezpečnost ji od roku 1988 řadila do evidence zájmových osob. Ve volbách roku 1992 byla za KSČM, respektive za koalici Levý blok, zvolena do Sněmovny lidu. Ve Federálním shromáždění setrvala do zániku Československa v prosinci 1992. V roce 1993, když 3. sjezd KSČM odmítl provést zásadnější reformy a změnit název strany, na což část členstva reagovala odchodem, se Entlerová uvádí v přípravném výboru Strany demokratické levice.
Angažovala se v levicových organizacích. Zasedala v první Radě Levicových klubů žen počátkem 90. let a byla první předsedkyní tohoto sdružení. Ve funkci setrvala do roku 1995. V roce 1998 se uvádí v dozorčí radě organizace Muzeum dělnického hnutí, kterou založil Miloslav Ransdorf. Dle stavu k roku 2012 je ředitelkou školy EKO GYMNÁZIUM PRAHA.